# Newport Beach
Newport Beach ist eine Stadt im Orange County im US-Bundesstaat Kalifornien. Sie liegt am Pazifischen Ozean an der Mündung des Santa Ana River zwischen den Großstädten Los Angeles und San Diego.
Die 1906 gegründete Hafenstadt hat 85.239 Einwohner (Stand: 2020) und verzeichnete in den letzten Jahren ein kontinuierliches Bevölkerungswachstum. Gemessen am durchschnittlichen Haushaltseinkommen gilt Newport Beach als eine der reichsten Städte in den Vereinigten Staaten. Einige große Unternehmen wie Pacific Life und Pimco haben hier ihren Sitz.
Aufgrund der Lage am Meer ist die Stadt bei Strandurlaubern und Wassersportlern ein beliebtes Ziel. Die Nähe zur Filmmetropole Hollywood ließ Newport Beach zum Wohnsitz vieler prominenter Persönlichkeiten werden, darunter auch Schauspieler John Wayne. Durch die Fernsehserien O.C., California, Arrested Development und Newport Harbor: The Real Orange County hat die Stadt größere Bekanntheit erlangt.

## Geographie

### Geographische Lage

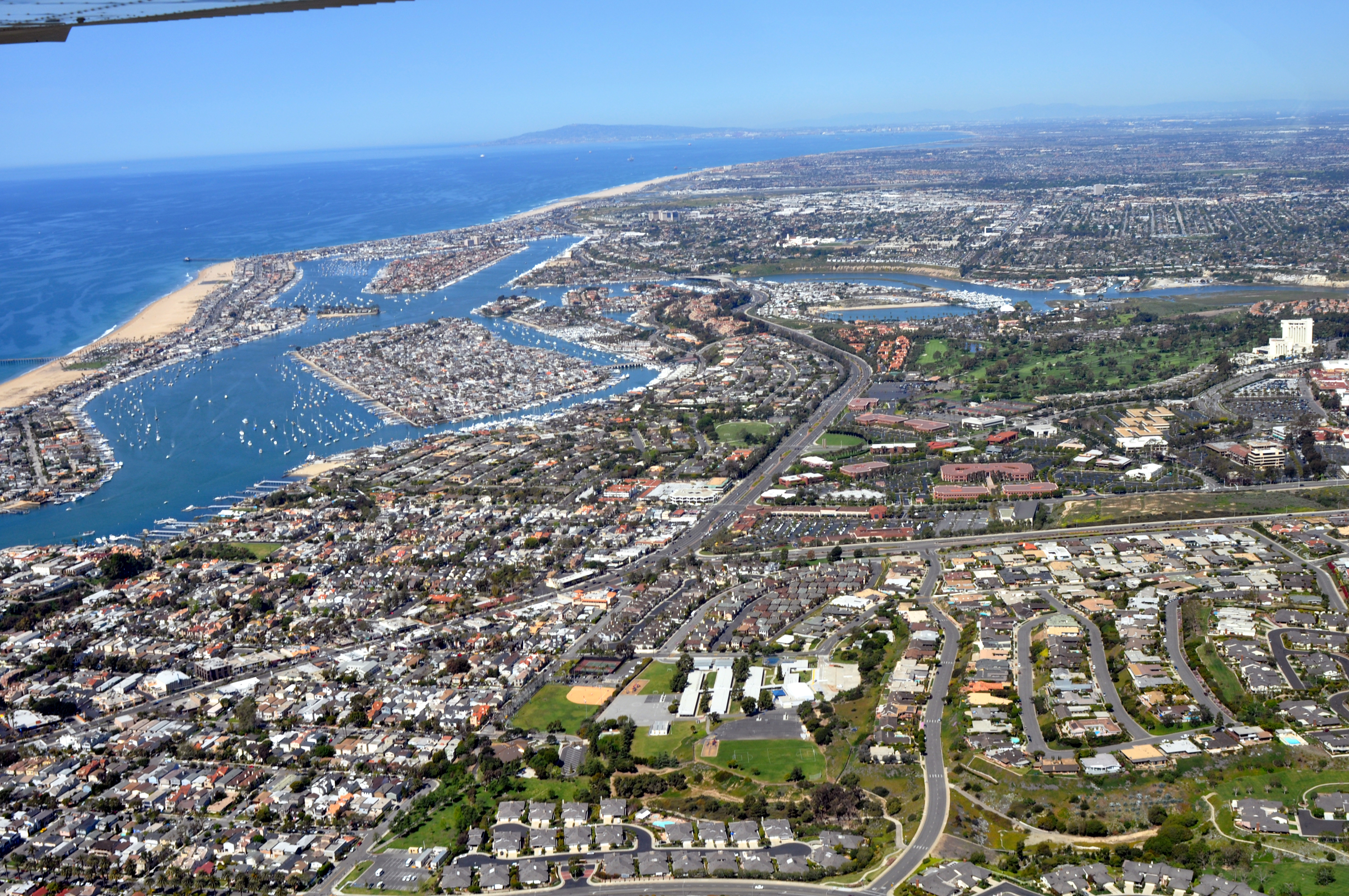
Luftbild von Newport Beach

Newport Beach liegt rund 40 Meilen (64 km) südöstlich der Großstadt Los Angeles am Pazifischen Ozean im westlichen Südkalifornien. Die Stadt ist eine principal city der Los Angeles–Long Beach–Anaheim, CA Metropolitan Statistical Area, die Teil der Greater Los Angeles Area ist. Sie gehört einer Reihe von Küstenorten an, die durch die California State Route 1 (Pacific Coast Highway) miteinander verbunden sind. Newport Beach befindet sich am südlichen Rand des flachen Los-Angeles-Beckens, das hier in die Hügellandschaft der San Joaquin Hills übergeht. Ein Großteil der Stadt erstreckt sich um die Newport Bay, eine weit ins Landesinnere reichende Meeresbucht. An der nördlichen Stadtgrenze mündet der Santa Ana River ins Meer. Die Sandstrände und die durch Klippen zerklüfteten Küste machen die Landschaft zu einem der abwechslungsreichsten Flecken der Gegend.
Das Stadtgebiet umfasst eine Gesamtfläche von 103,2 Quadratkilometern. Davon sind 38,3 Quadratkilometer Landfläche und 64,9 Quadratkilometer Wasserfläche. Newport Beach breitet sich von Meereshöhe bis zum Signal Peak aus, der mit 354 Metern die höchste Erhebung der Stadt ist.

### Geologie

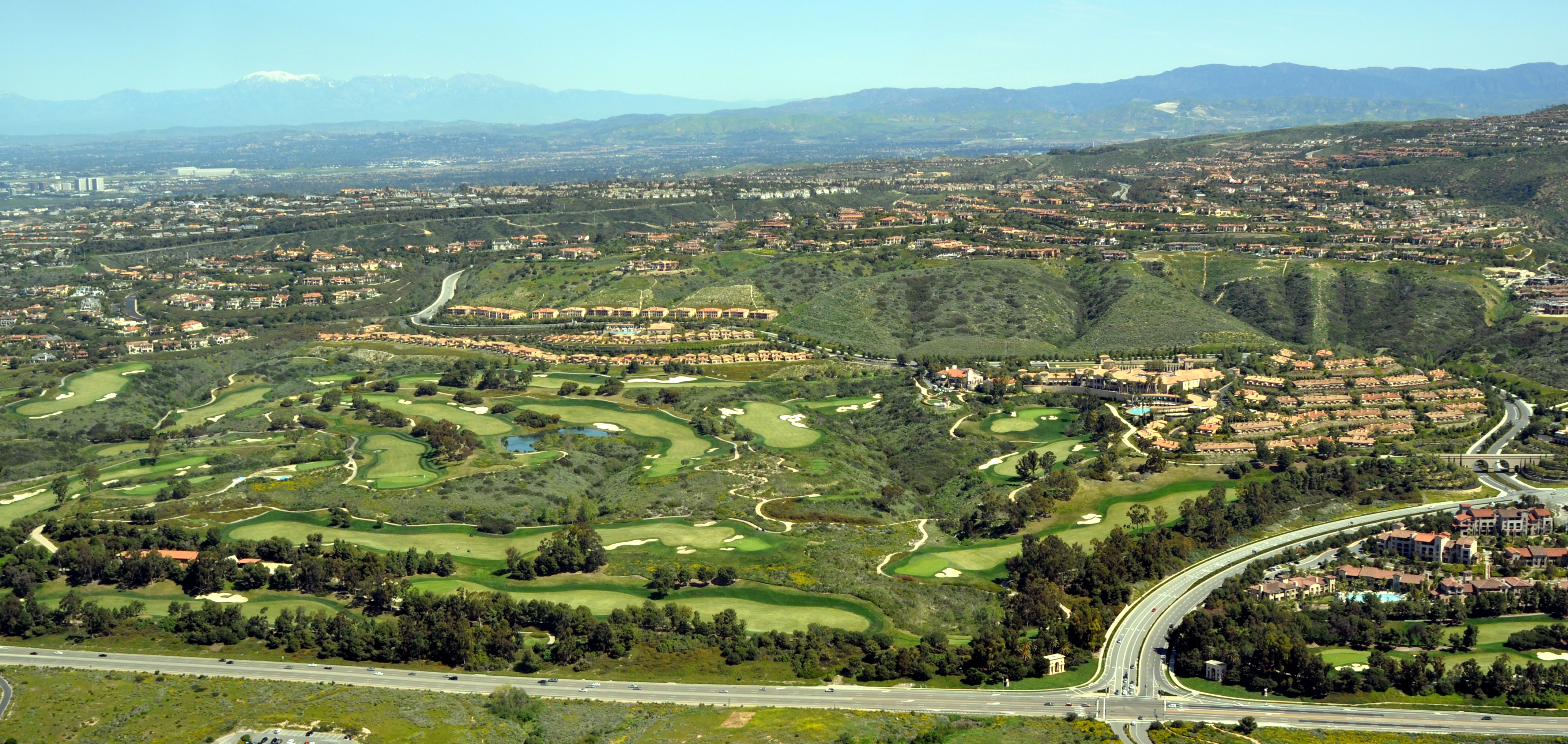
Hügelkette der San Joaquin Hills mit dem Stadtteil Newport Coast

Durch die Lage am Pazifischen Feuerring wird Newport Beach oft von Erdbeben erschüttert. Die geologische Instabilität verursacht in der näheren Umgebung viele Verwerfungen, die über oder unter der Erdoberfläche verlaufen. Am Ostrand der Greater Los Angeles Area befindet sich die San-Andreas-Verwerfung, die Experten zufolge als Auslöser für das nächste verheerende Erdbeben gilt. Direkt unter der Metropolregion liegt außerdem die Puente-Hills-Verwerfung, die für zusätzliches Gefahrenpotenzial sorgt. Die sogenannte Newport-Inglewood-Verwerfung verläuft von Nordwesten kommend in südöstlicher Richtung und endet bei Newport Beach im Meer. Im Hinterland der Stadt wurde Ende der 1990er-Jahre eine weitere Verwerfung entdeckt, die sich durch die San Joaquin Hills zieht. Aufgrund der Lage am Meer ist die Stadt zudem durch Tsunamis gefährdet.
Die Gegend ist in den letzten Jahren von einigen schweren Erdbeben getroffen worden. Das Northridge-Erdbeben im Januar 1994 erreichte eine Stärke von 6,7 auf der Richterskala und verursachte in der Greater Los Angeles Area schwere Schäden. Beim Chino-Hills-Erdbeben im Juli 2008 maß man eine Stärke von 5,4. Das Epizentrum lag etwa 30 Meilen (48 km) nördlich von Newport Beach entfernt.

### Nachbargemeinden
Newport Beach grenzt im Norden an Costa Mesa und Irvine (samt der University of California at Irvine), im Westen an Huntington Beach und im Südosten durch den Crystal Cove State Park getrennt an Laguna Beach. Das Meer breitet sich im Südwesten der Stadt aus.

### Stadtgliederung

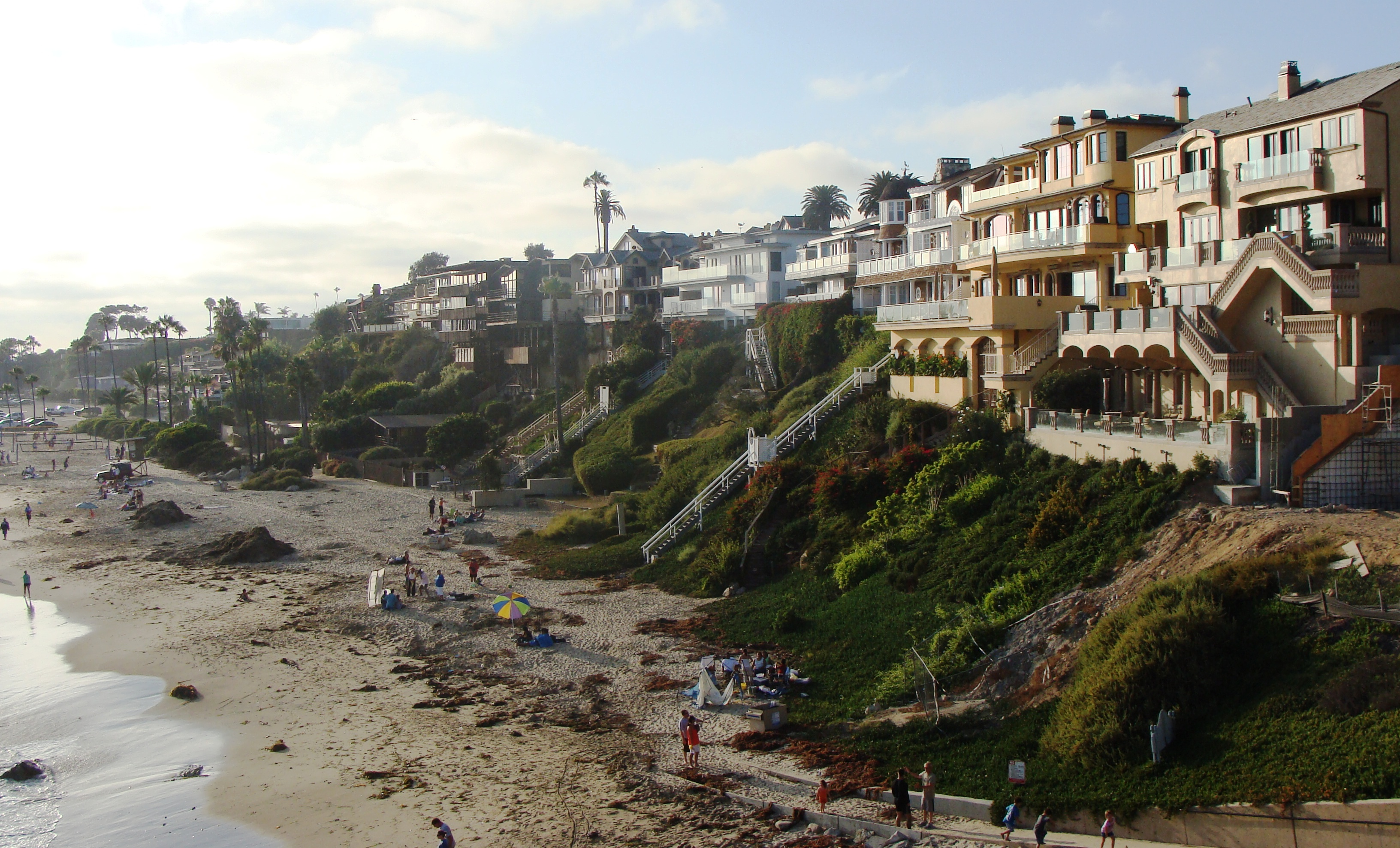
Der Stadtteil Corona del Mar liegt auf Klippen über dem Meer

Newport Beach gliedert sich in folgende Stadtteile und Bezirke: Balboa Island, Balboa Peninsula, Corona del Mar, Lido Isle, Newport Coast, San Joaquin Hills und West Santa Ana Heights. Die Stadt besitzt keine Innenstadt. Die meisten Geschäfte und Restaurants konzentrieren sich am Pacific Coast Highway, am Hafen oder an den Strandpromenaden.
Die besondere Topographie der Umgebung wirkt sich auch auf die Stadtgliederung aus. Im Zentrum erstreckt sich mit der Newport Bay eine natürliche Bucht, an der sich auch der Hafen befindet. Die 1916 eingemeindete Balboa Island und die Lido Isle sind kleine Inseln, die inmitten der Bucht liegen. Vor der Newport Bay breitet sich die langgestreckte Balboa Peninsula mit dem Strand schützend vor dem Pazifischen Ozean aus.
Das auf den Klippen gelegene Corona del Mar ist seit 1923 an Newport Beach angeschlossen. In jüngerer Vergangenheit hat die Eingemeindung mehrerer zuvor eigenständiger Orte der Stadt einen erheblichen Zuwachs an Fläche und Einwohnern beschert. Seit 2002 gehören Newport Coast und San Joaquin Hills dem Stadtgebiet an. Beide Siedlungen schmiegen sich hoch über dem Meer an die Bergkuppen der San Joaquin Hills. Im Jahre 2008 wurde zuletzt West Santa Ana Heights angegliedert.

### Klima

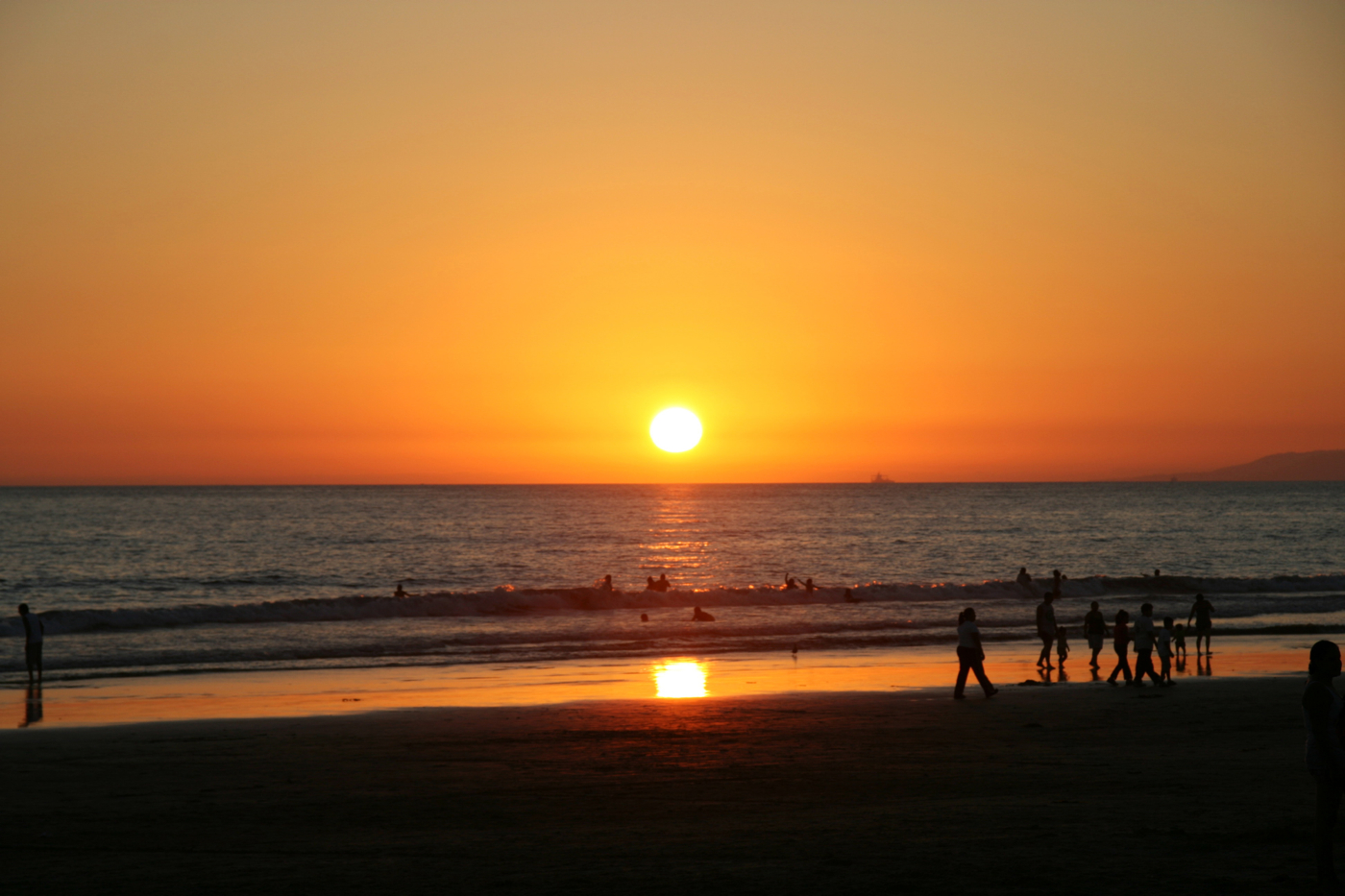
Sonnenuntergang am Strand

In Newport Beach herrscht aufgrund der Lage in der subtropischen Klimazone das ganze Jahr über ein warmes und trockenes Klima. Der effektiven Klimaklassifikation zufolge gilt für die Stadt die Einteilung Csa. Die durchschnittliche Jahrestemperatur beträgt 16,6 Grad Celsius und die jährliche Niederschlagsmenge liegt bei 295,9 Millimeter.
Lange Phasen trockenen Klimas zeichnen den Sommer aus. Die wärmsten Monate sind Juli, August und September mit einem Monatstemperaturmittel von 20 Grad und mehr. Ohne die Lage an der Pazifikküste wäre es noch deutlich wärmer, da der Wind vom Meer die Temperaturen abschwächt. Die höchste Temperatur mit 41,6 Grad wurde im Jahre 1963 gemessen. Zwischen Mai und Oktober ist es überwiegend trocken.
Im Winter ist es etwas kälter, jedoch fallen die Temperaturen eher selten auf einstellige Grade. Die kältesten Monate sind der Januar und Dezember mit 13,5 Grad im Mittel. Die niedrigste Temperatur wurde mit −2,2 Grad im Jahre 1966 gemessen. Fast der gesamte Jahresniederschlag fällt in der Zeit von November bis April.
Die sogenannten Santa-Ana-Winde, die über die Santa Ana Mountains aus der nordöstlich der Stadt gelegenen Mojave-Wüste in die Region dringen, können zeitweise für starke Hitzewellen in der Region führen. Dabei entstehen immer wieder ausgedehnte Wald- und Buschbrände.
|                       | Jan  | Feb  | Mär  | Apr  | Mai | Jun | Jul | Aug | Sep | Okt | Nov  | Dez  |   |       |
| Mittl. Tagesmax. (°C) | 18   | 18   | 18   | 19   | 19  | 20  | 22  | 23  | 23  | 22  | 19   | 18   | ⌀ | 19,9  |
| Mittl. Tagesmin. (°C) | 9    | 10   | 11   | 12   | 14  | 16  | 17  | 18  | 17  | 15  | 11   | 9    | ⌀ | 13,3  |
|                       |      |      |      |      |     |     |     |     |     |     |      |      |   |       |
| Niederschlag (mm)     | 66,0 | 64,5 | 57,2 | 17,8 | 4,6 | 2,0 | 0,5 | 2,3 | 7,6 | 7,1 | 25,9 | 40,4 | Σ | 295,9 |
|                       |      |      |      |      |     |     |     |     |     |     |      |      |   |       |
| Wassertemperatur (°C) | 14   | 15   | 15   | 16   | 17  | 19  | 20  | 21  | 20  | 19  | 18   | 16   | ⌀ | 17,5  |

| 9 |

| 10 |

| 11 |

| 12 |

| 14 |

| 16 |

| 17 |

| 18 |

| 17 |

| 15 |

| 11 |

| 9 |

| 9 |

| 10 |

| 11 |

| 12 |

| 14 |

| 16 |

| 17 |

| 18 |

| 17 |

| 15 |

| 11 |

| 9 |

| N i e d e r s c h l a g | 66,0 | 64,5 | 57,2 | 17,8 | 4,6 | 2,0 | 0,5 | 2,3 | 7,6 | 7,1 | 25,9 | 40,4 |
|                         | Jan  | Feb  | Mär  | Apr  | Mai | Jun | Jul | Aug | Sep | Okt | Nov  | Dez  |

|                       | Jan  | Feb  | Mär  | Apr  | Mai | Jun | Jul | Aug | Sep | Okt | Nov  | Dez  |   |       |
| Mittl. Tagesmax. (°C) | 18   | 18   | 18   | 19   | 19  | 20  | 22  | 23  | 23  | 22  | 19   | 18   | ⌀ | 19,9  |
| Mittl. Tagesmin. (°C) | 9    | 10   | 11   | 12   | 14  | 16  | 17  | 18  | 17  | 15  | 11   | 9    | ⌀ | 13,3  |
|                       |      |      |      |      |     |     |     |     |     |     |      |      |   |       |
| Niederschlag (mm)     | 66,0 | 64,5 | 57,2 | 17,8 | 4,6 | 2,0 | 0,5 | 2,3 | 7,6 | 7,1 | 25,9 | 40,4 | Σ | 295,9 |
|                       |      |      |      |      |     |     |     |     |     |     |      |      |   |       |
| Wassertemperatur (°C) | 14   | 15   | 15   | 16   | 17  | 19  | 20  | 21  | 20  | 19  | 18   | 16   | ⌀ | 17,5  |

| 9 |

| 10 |

| 11 |

| 12 |

| 14 |

| 16 |

| 17 |

| 18 |

| 17 |

| 15 |

| 11 |

| 9 |

| 9 |

| 10 |

| 11 |

| 12 |

| 14 |

| 16 |

| 17 |

| 18 |

| 17 |

| 15 |

| 11 |

| 9 |

| N i e d e r s c h l a g | 66,0 | 64,5 | 57,2 | 17,8 | 4,6 | 2,0 | 0,5 | 2,3 | 7,6 | 7,1 | 25,9 | 40,4 |
|                         | Jan  | Feb  | Mär  | Apr  | Mai | Jun | Jul | Aug | Sep | Okt | Nov  | Dez  |

## Geschichte
Vor der Ankunft der europäischen Einwanderer lebten Tongva-Indianer in dem Gebiet um das heutige Newport Beach. Der erste Europäer in der Region war der Entdecker Juan Rodríguez Cabrillo, der 1542 das Land für Spanien beanspruchte, ohne jedoch eine Siedlung zu gründen. Es dauerte noch weitere zwei Jahrhunderte, als mit der 1776 gegründeten Mission San Juan Capistrano die zögerliche Besiedlung des Landstrichs begann. Das Ziel war die Missionierung der dort ansässigen Ureinwohner.

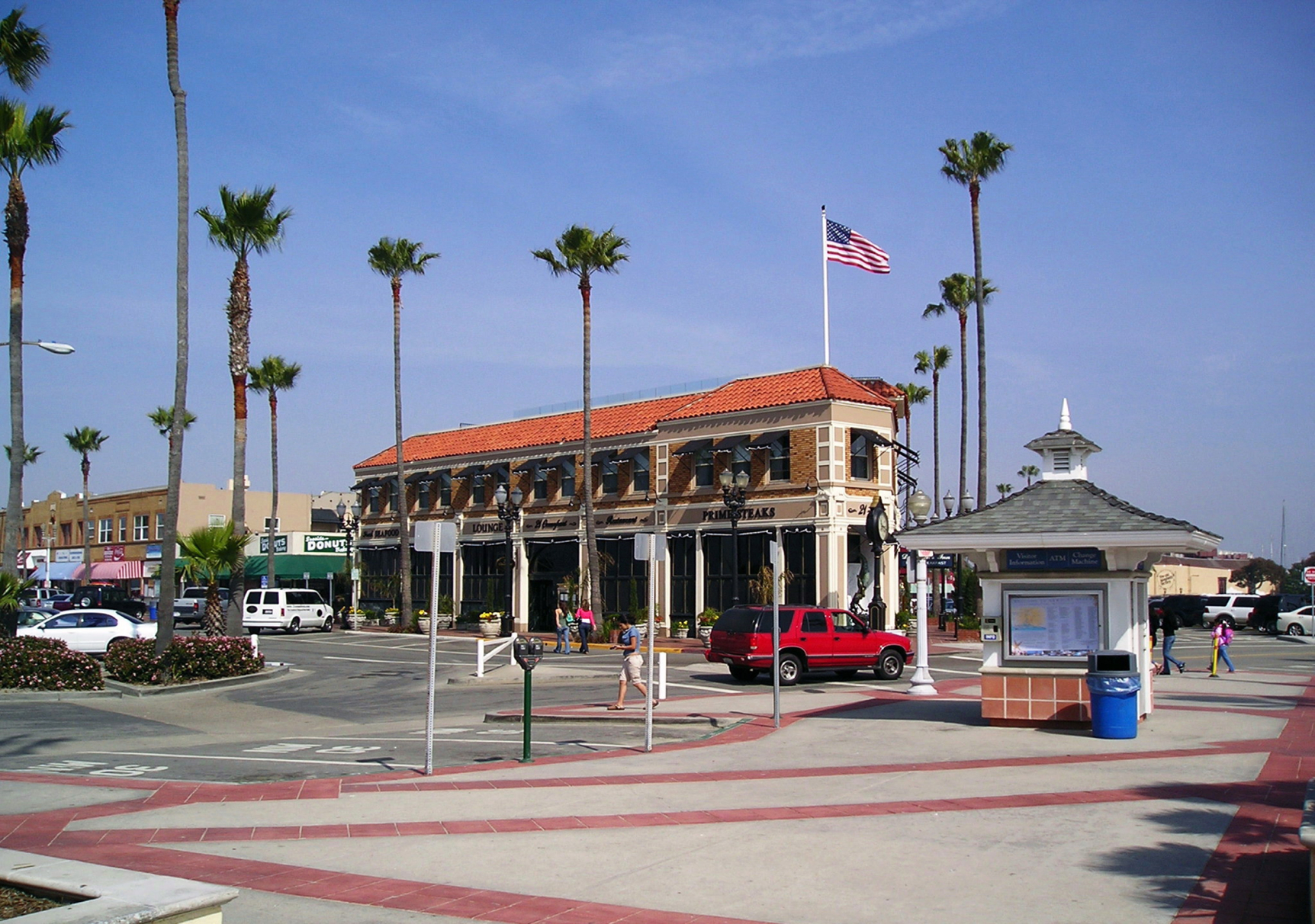
Altes Haus an der Strandpromenade

Im Jahre 1821 erlangte die vormals spanische Provinz Mexiko die Unabhängigkeit. Das junge Land versuchte in der Folgezeit, seine Gebietsansprüche in Kalifornien durchzusetzen. Im Verlauf des Mexikanisch-Amerikanischen Krieges zwischen 1846 und 1848 wurde das Gebiet von US-amerikanischen Soldaten besetzt und den Vereinigten Staaten angegliedert. Während des Kalifornischen Goldrauschs zogen viele neue Siedler gen Westen, die sich bald über den gesamten neuen Bundesstaat verteilten.
Kurz darauf begann nun die eigentliche Entwicklung der Stadt Newport Beach. Im Jahre 1870 fuhr das Schiff The Vaquero eine Bucht an der Küste an, um Handel mit den dort ansässigen Farmern zu treiben. Wenig Kreativität bewies man, als dem Ankerplatz ein Name verliehen werden sollte. Die Wahl fiel auf Newport, was übersetzt schlicht „Neuer Hafen“ bedeutet. Die Gebrüder McFadden erweiterten die Landestelle in der Folgezeit um weitere Bauten. Auf Höhe des heutigen Newport Piers betrieben sie einen Umschlagplatz für Waren, die mit dem Schiff geliefert wurden.
Zu Beginn des 20. Jahrhunderts erkannte William S. Collins das touristische Potenzial der Landschaft. Der Geschäftsmann kaufte 1902 den McFaddens weite Teile ihres Landbesitzes ab und ließ in der Bucht die künstliche Balboa Island aufschütten. Die offizielle Gründung von Newport Beach fiel in das Jahr 1906. Gleichzeitig eröffnete die Pacific Electric Railway eine Bahnlinie nach Los Angeles. Die Züge endeten vor dem kürzlich fertiggestellten Balboa Pavilion, dem bis heute ältesten Gebäude der Stadt. Schon bald darauf strömten unzählige Sommerurlauber an die Strände von Newport Beach. Das rasante Wachstum nahm kein Ende, 1916 wurde Balboa Island und 1923 Corona del Mar eingemeindet. Mit dem neuen Pacific Coast Highway hielt nun auch der Automobilverkehr Einzug.
In den folgenden Jahrzehnten wurde die Stadt zur Heimat vieler prominenter Persönlichkeiten. Besonders die Nähe zur Filmmetropole Hollywood machte sich bemerkbar, etliche Schauspieler wie Humphrey Bogart, Shirley Temple und John Wayne besaßen hier prächtige Villen oder Boote. Im Jahre 1963 wurde das gesamte Netz der Pacific Electric Railway zu Gunsten des Individualverkehrs aufgegeben. Um 1990 begann mit Newport Coast die Konstruktion einer exklusiven Siedlung. Seit 2002 ist diese ebenso wie San Joaquin Hills an Newport Beach angegliedert, sechs Jahre später wurde West Santa Ana Heights eingemeindet.

## Bevölkerung

### Einwohnerentwicklung
Newport Beach hatte 2009 insgesamt 86.252 Einwohner. Die Einwohnerzahl der Stadt nimmt seit der Gründung 1906 kontinuierlich zu. Der Grund für die sprunghafte Entwicklung in den letzten Jahren liegt hauptsächlich in der Eingemeindung der Stadtteile Newport Coast (2002), San Joaquin Hills (2002) und West Santa Ana Heights (2008).
Beim United States Census 2000 wurden in Newport Beach 70.032 Einwohner in 33.071 Haushalten und 16.965 Familien gezählt. Die Bevölkerungsdichte betrug 2.523,1 Einwohner pro Quadratkilometer. Die Zahl der Wohneinheiten war 37.288, das entspricht einer Dichte von 974,1 Wohnungen pro Quadratkilometer. Die Einwohner bestanden zu 92,2 % aus Weißen, 0,5 % Afroamerikaner, 0,3 % amerikanischen Ureinwohnern, 4,0 % Asiaten, 0,1 % pazifischen Insulanern und 1,1 % anderer Herkunft. Hispanics oder Latinos waren 4,71 % der Bevölkerung. Die größten Gruppen nach ethnischer Herkunft im Stadtgebiet waren: Engländer 12.707 (18,1 %), Deutsche 12.308 (17,6 %) und Iren 10.786 (15,4 %).

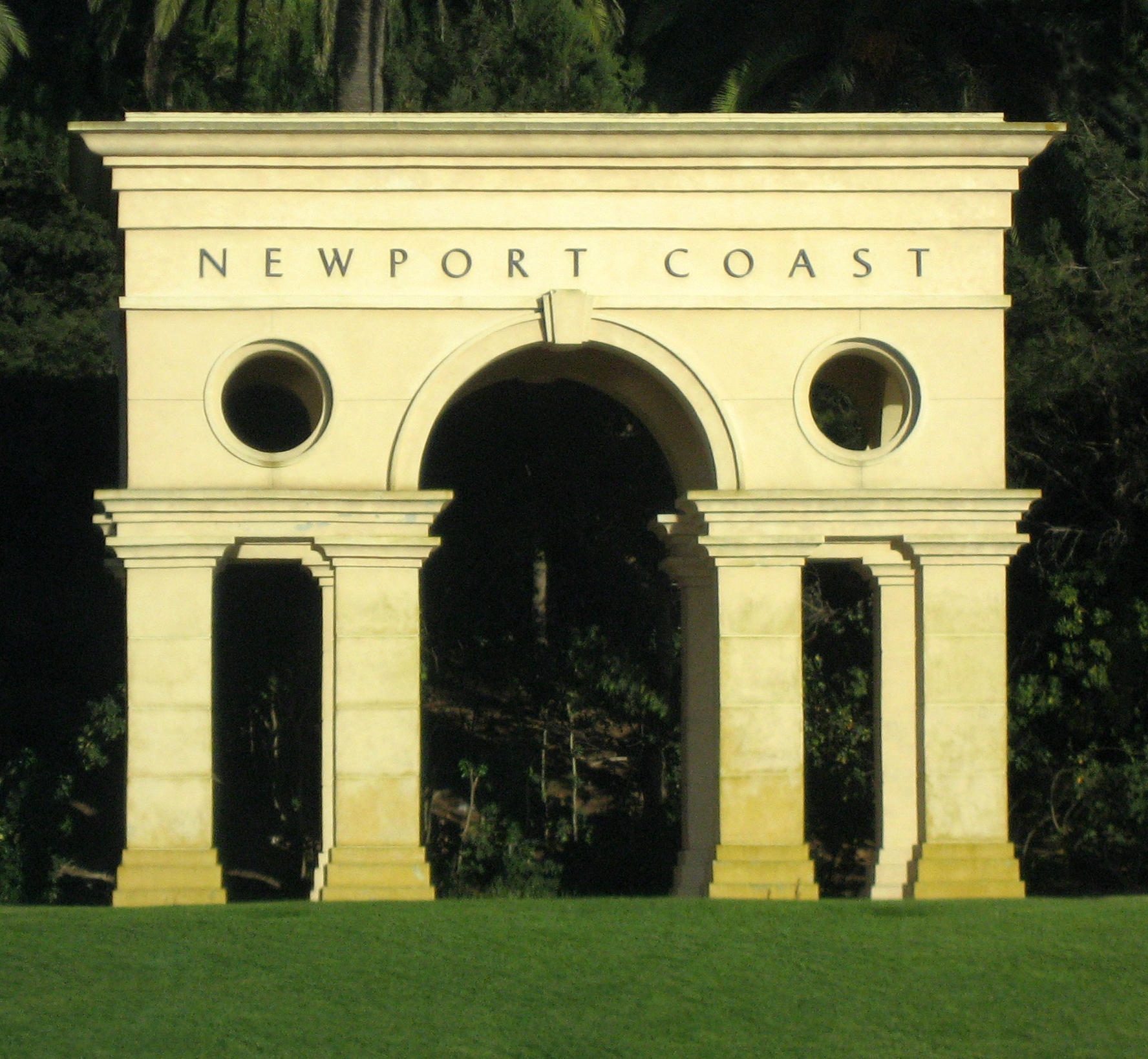
Ortseingang von Newport Coast, der nach Einkommen reichsten Gemeinde im Orange County

In 18,0 % der 33.071 Haushalte lebten Kinder unter 18 Jahren, 42,5 % bestanden aus verheirateten Paaren, 6,1 % hatten einen weiblichen Hausvorstand ohne anwesenden Ehemann und 48,7 % bildeten keine Familien. 35,3 % der Haushalte bestanden aus Alleinstehenden und in 10,1 % war jemand im Alter von 65 Jahren oder älter alleinstehend. Die durchschnittliche Haushaltsgröße war 2,09 Personen und die durchschnittliche Familiengröße bestand aus 2,71 Personen.
Von der Einwohnerschaft waren 15,7 % unter 18 Jahre alt, 6,5 % entfielen auf die Altersgruppe zwischen 18 und 24, 33,0 % zwischen 25 und 44, 27,2 % zwischen 45 und 64 und 17,6 % waren 65 Jahre alt oder älter. Das Durchschnittsalter betrug 42 Jahre. Auf jeweils 100 Frauen entfielen 97,9 Männer, bei den über 18-Jährigen entfielen auf 100 Frauen jeweils 96,6 Männer.
Das Durchschnittseinkommen pro Haushalt belief sich 2008 auf 110.511 US-Dollar, das mittlere Familieneinkommen war 162.976 US-Dollar. Das Pro-Kopf-Einkommen der Stadt lag bei 63.015 US-Dollar. Gemessen am durchschnittlichen Haushaltseinkommen gilt Newport Beach damit als eine der reichsten Städte in den Vereinigten Staaten. Mit einem durchschnittlichen Haushaltseinkommen von 475.757 US-Dollar war der Stadtteil Newport Coast 2005 die reichste Gemeinde im Orange County. Insgesamt 4,4 % der Bevölkerung lebte 2000 unterhalb der Armutsgrenze.

### Religionen
In der Stadt steht mit dem 2005 eröffneten Newport-Beach-Kalifornien-Tempel der 122. Tempel der Kirche Jesu Christi der Heiligen der Letzten Tage. Der Spitze des Turmes hat eine Höhe von 27 Metern und wird von einer Statue des Propheten Moroni gekrönt.

## Politik

### Stadtregierung

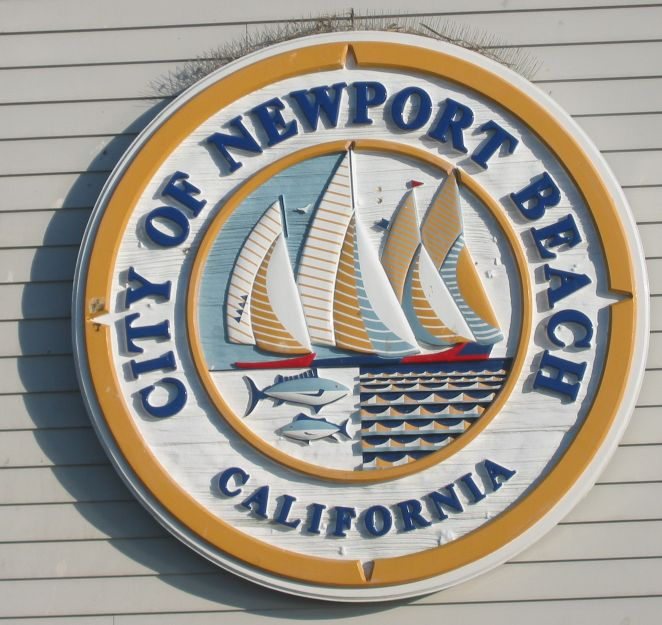
Das Stadtwappen am Newport Pier

An der Spitze der Stadtverwaltung von Newport Beach steht der Bürgermeister (Mayor). Seit November 2008 hat Edward D. Selich das Amt inne.
Dem Stadtrat (City Council) von Newport Beach gehören sieben District-Council-Mitglieder an. Er gliedert sich nach den Stadtteilen bzw. Bezirken (Districts) von Newport Beach. Der Stadtrat hält zwei Mal monatlich eine Versammlung ab, bei der über kommunalpolitische Fragen entschieden wird.
Im Oktober 2008 gab es im Stadtgebiet insgesamt 63.554 registrierte Wähler, von denen 35.870 Republikaner und 13.650 Demokraten waren.

### Städtepartnerschaften
Newport Beach unterhält Partnerschaften mit folgenden Städten:
- Antibes, Frankreich
- Cabo San Lucas, Mexiko
- Okazaki, Japan

## Kultur und Sehenswürdigkeiten

### Musik und Theater

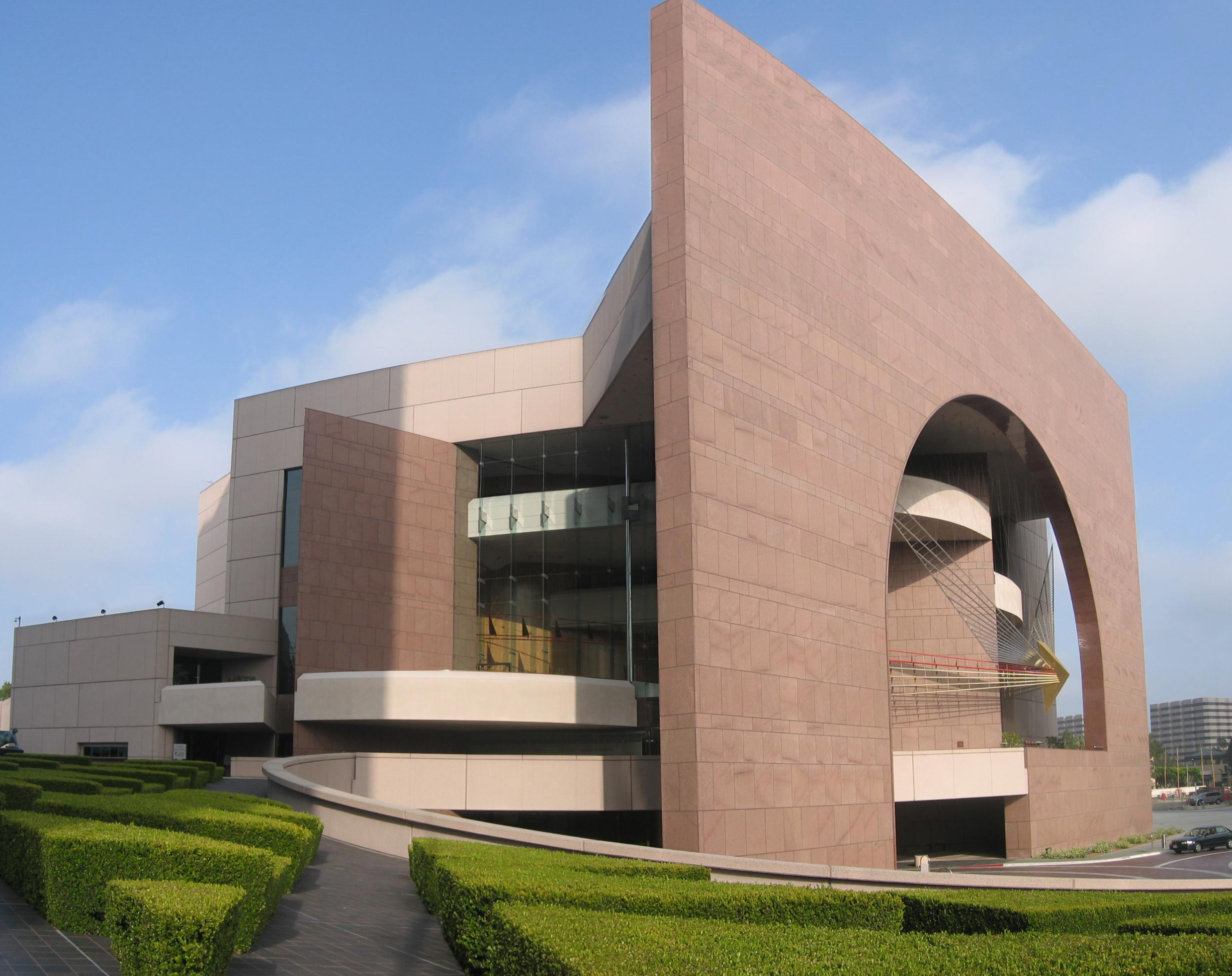
Das OCPAC bei Tageslicht

Das architektonisch anspruchsvolle Orange County Performing Arts Center (OCPAC) in Costa Mesa, einem Nachbarort von Newport Beach, ist das kulturelle Aushängeschild der Region. Es ist Heimat der Pacific Symphony, der Philharmonic Society of Orange County, der Opera Pacific und der Pacific Chorale. Seit der Erbauung in den 1960er-Jahren wurden mehrere Erweiterungen durchgeführt. Das Haus bietet regelmäßig Vorstellungen renommierter Künstler und Gruppen aus aller Welt. Zum Programm zählen hauptsächlich Konzerte, Ballett, Kabarett, Opern und Broadwayshows.
Mit der South Coast Repertory (SCR) hat sich in der Nachbarschaft eine professionelle Theaterkompanie niedergelassen. Bei ihrer Gründung 1964 war sie in Newport Beach beheimatet und wechselte in der Folgezeit mehrmals den Standort. Im Jahr 2002 wurde das moderne Folino Theatre Center am Town Center Drive in Costa Mesa eröffnet. Das Ensemble ist durch seine Inszenierungen weit über die Region hinaus bekannt geworden.

### Museen
Unter den zahlreichen Museen der Stadt sticht das Orange County Museum of Art (OCMA) am San Clemente Drive heraus. Die Ausstellungen umfassen zu einem Großteil Werke zeitgenössischer und moderner Kunst. Kunstliebhaber besuchen zudem die zahlreichen Galerien und Ausstellungen im Nachbarort Laguna Beach. Das kleine Städtchen wird weithin für seine ausgeprägte Kunstszene gerühmt und ist außerdem Heimat des Laguna Art Museums.
Das Newport Harbor Nautical Museum am Hafen ist ein 1986 eröffnetes Schifffahrtsmuseum. Es beherbergt eine große Sammlung an Schiffsmodellen und maritimen Artefakten. In Aquarien lassen sich Meerestiere beobachten. An der Anlegestelle liegen historische Schiffe vor Anker, darunter auch der Raddampfer Pride of Newport.

### Bauwerke

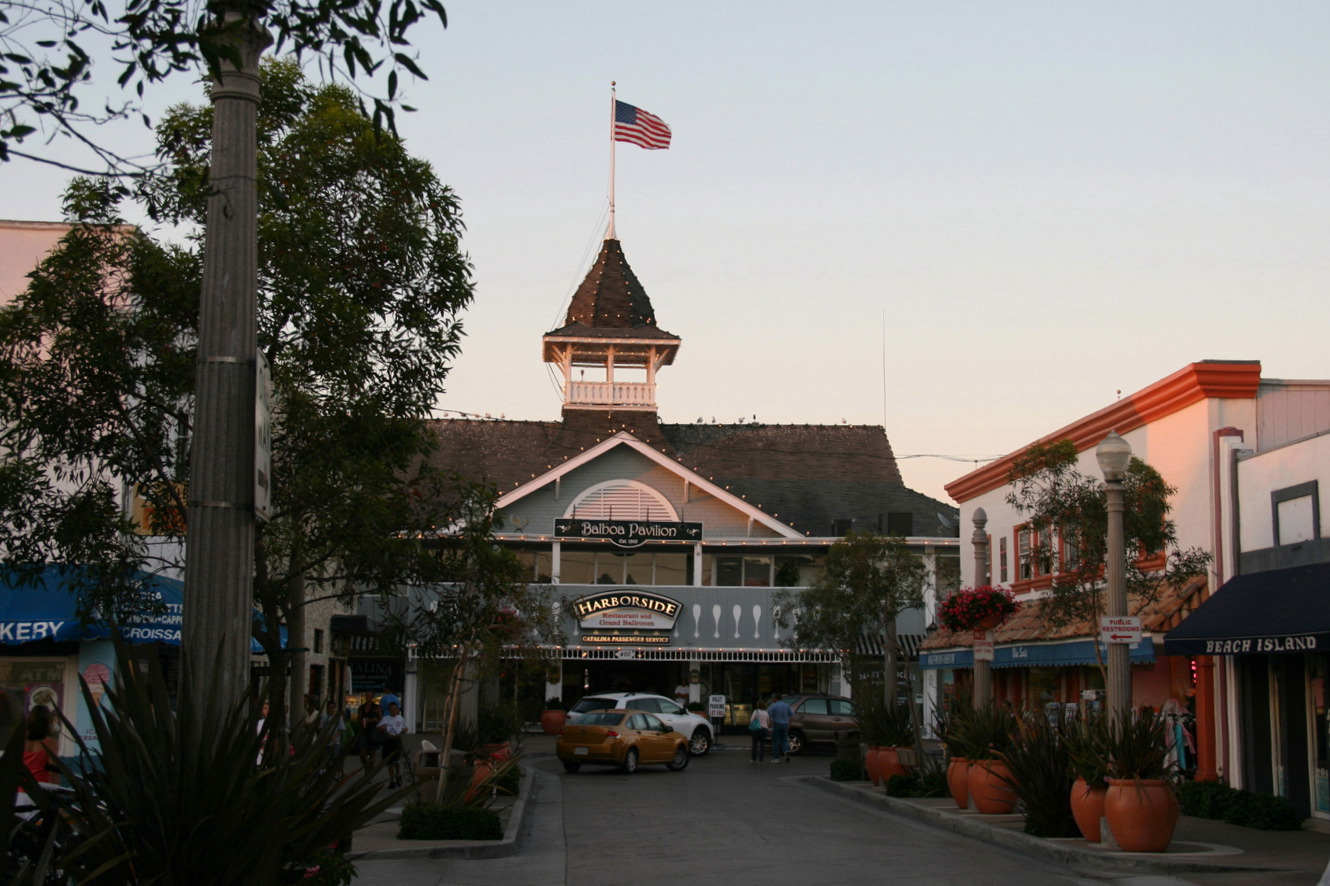
Der Balboa Pavilion am Abend

Auffällige architektonische Konstruktionen sind in Newport Beach rar. Dennoch ragen folgende Bauwerke aus der Masse heraus.
Der Balboa Pavilion auf der gleichnamigen Balboa Peninsula ist mit seinem markanten Türmchen das älteste Gebäude der Stadt. Seit ihrer Erbauung 1906 beherbergt die beeindruckende Holzkonstruktion ein Restaurant und Festsäle. In unmittelbarer Nachbarschaft des am Hafen gelegenen Pavillons legen die Ausflugsboote und Fährschiffe nach Santa Catalina Island ab.

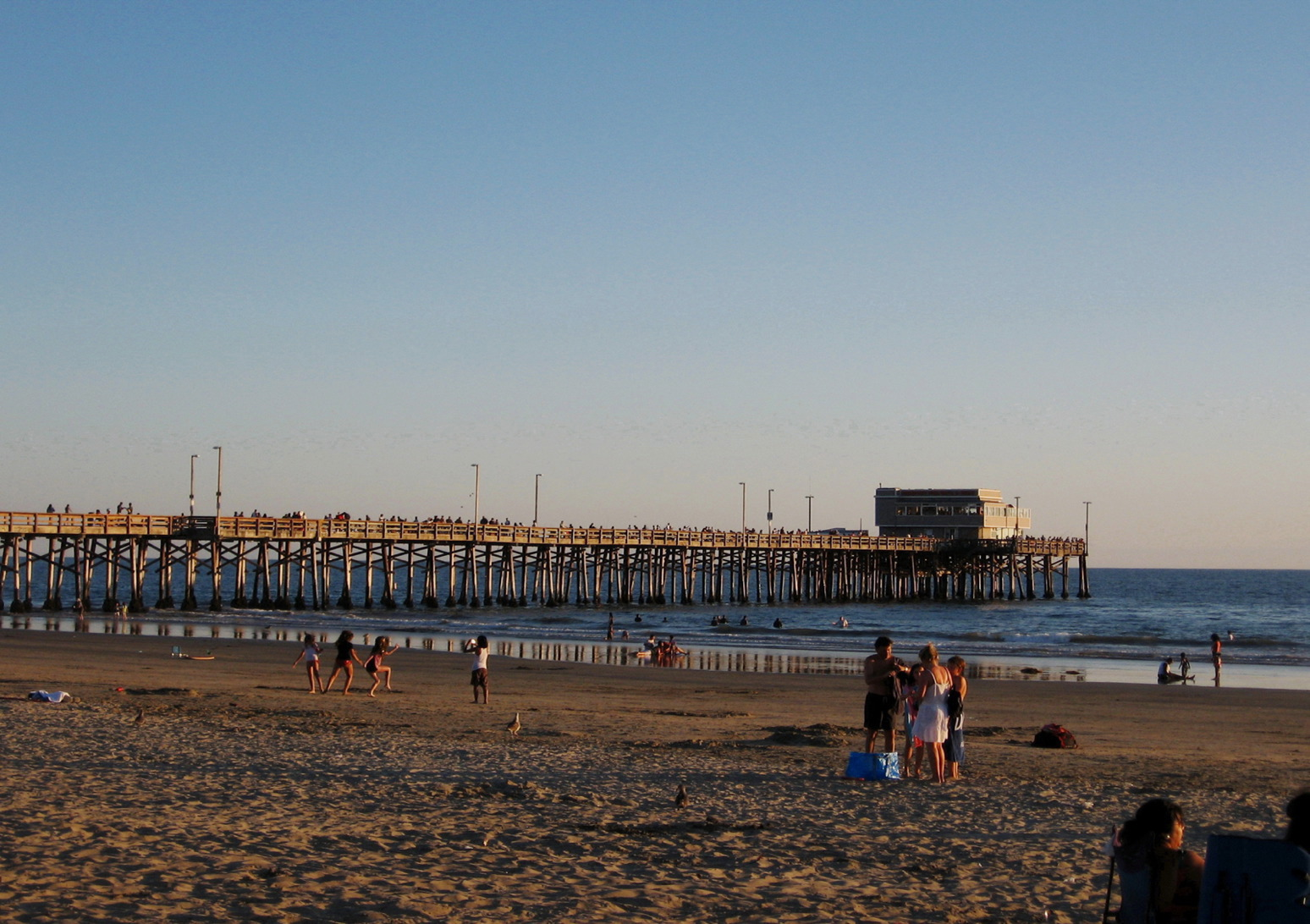
Der historische Newport Pier

An der dem Meer zugewandten Seite der Balboa Peninsula ragen der Newport Pier und der Balboa Pier ins Wasser hinein. Die beiden um 1900 errichteten Bauwerke fungierten in der Gründerzeit der Stadt als Schiffsanlegestellen. Von den aufwändigen Holzkonstruktionen aus kann man die Stadt überblicken oder die zahlreichen Surfer beobachten. Hobbyfischer können hier ihre Angel auswerfen.
Zu Füßen des Newport Piers gelegen existiert mit der Dory Fishing Fleet eine der letzten verbliebenen Fischereiflotten der Gegend. In dem rustikalen Holzverschlag am Oceanfront Boulevard preisen die Fischer seit dem Jahr 1891 ihre Fänge an.
Verteilt über das Stadtgebiet befinden sich einige Meisterwerke der Villenarchitektur. Dazu gehört auch das Strandhaus Lovell, das als herausragendes Beispiel der Moderne in der Architektur gilt. Das 1926 errichtete Gebäude ist eines der wohl bekanntesten Werke des österreichisch-amerikanischen Architekten Rudolph Michael Schindler.
Seit Ende der 1920er-Jahre heißt das historische Balboa Inn an der Main Street seine Gäste willkommen. Das denkmalgeschützte Hotel befindet sich in einem schmucken Gebäude, das im spanischen Kolonialstil gehalten ist.

### Parks

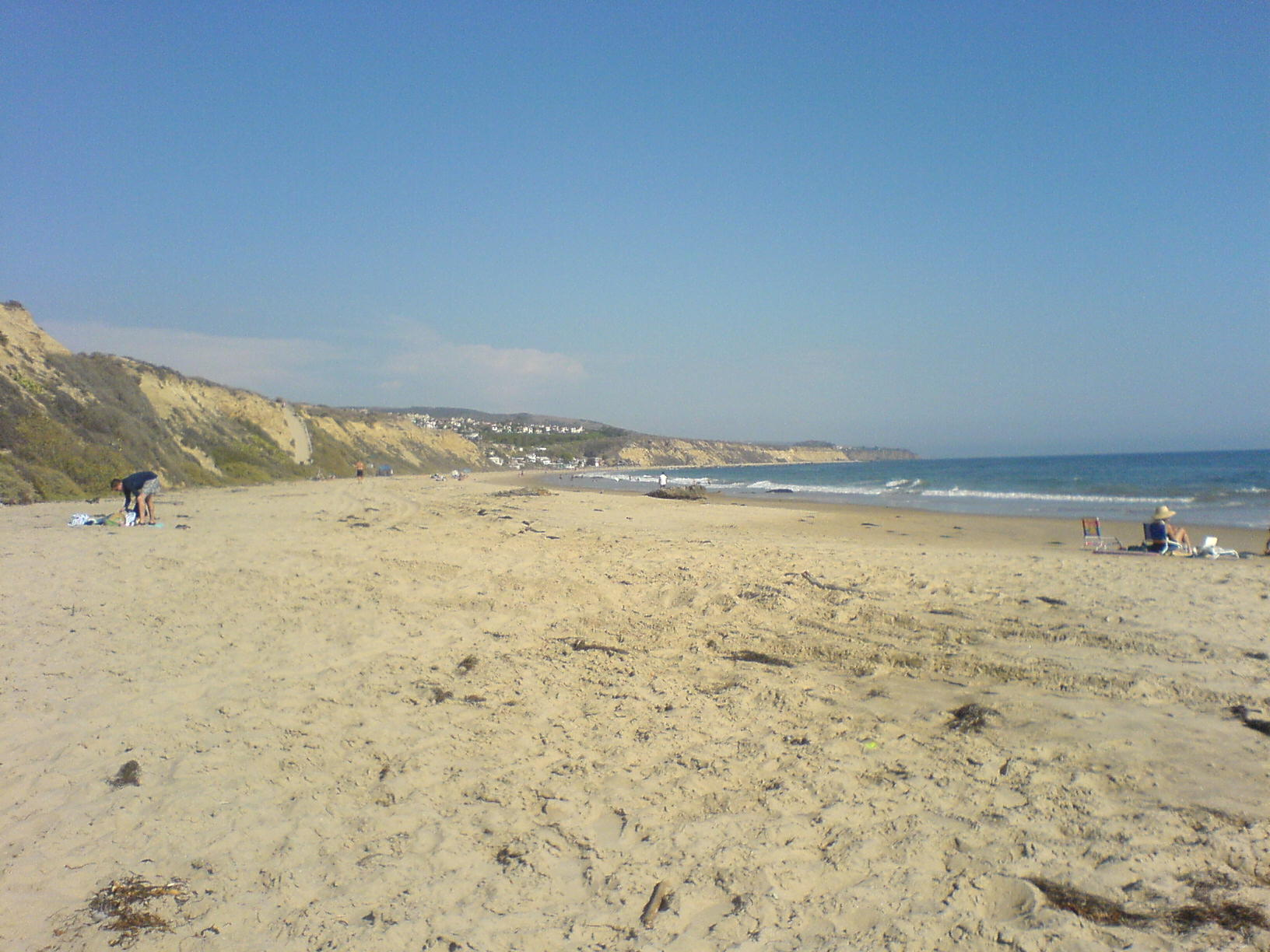
Im Crystal Cove State Park

Das gesamte Stadtgebiet wird durch zahlreiche Parks und Grünflächen aufgelockert. Viele dieser Anlagen zeichnen sich durch eine üppige Bepflanzung aus, die durch das milde Klima begünstigt ist. Lange Alleen aus Palmen säumen die Straßen der Stadt und sorgen für eine entspannte Atmosphäre.
Mit der Sherman Library and Gardens verfügt Newport Beach über einen botanischen Garten. In Gewächshäusern und auf dem Außengelände ist eine beachtliche Pflanzensammlung zu sehen. Die Auswahl reicht von Wüstenpflanzen bis Tropengewächsen. Auf der Anlage befinden sich ebenso saisonale Blumenbeete und Springbrunnen. Die angeschlossene Bibliothek erwirbt, organisiert und erhält alle Arten von Gegenständen, die die Geschichte des pazifischen Südwestens erzählen.
Die Upper Newport Bay ist der weiter im Landesinneren gelegene Teil der Newport Bay. Die Bucht ist als Naturschutzgebiet ausgewiesen und bietet einen Rückzugsort für zahlreiche Tier- und Pflanzenarten. In den Wintermonaten rasten zehntausende Zugvögel auf dem Gelände.
Der Crystal Cove State Park erstreckt sich im Süden entlang des Pacific Coast Highway von der Meeresküste bis ins hügelige Hinterland. Weite Sandstrände und bewaldete Wanderwege erwarten die Besucher. Die abwechslungsreiche Naturlandschaft zieht Pflanzen- und Tierliebhaber gleichermaßen an.

### Freizeit und Erholung

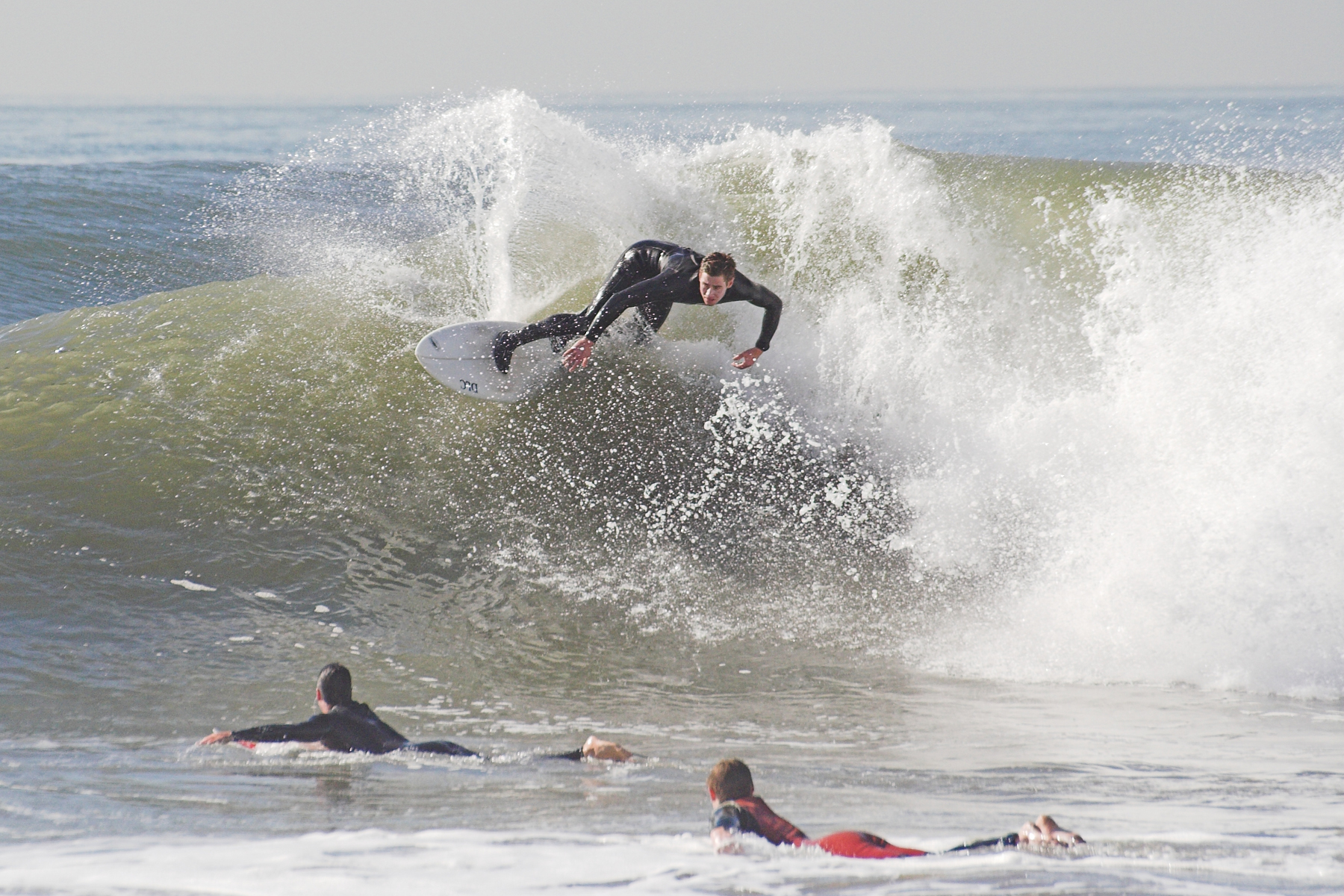
Surfer am Strand

Zu den Hauptanziehungspunkten in Newport Beach zählen die palmenbestandenen Sandstrände am Pazifischen Ozean, die zum Schwimmen und Sonnenbaden einladen. Rund acht Meilen (13 km) Küstenlinie bilden die südwestliche Grenze der Stadt.

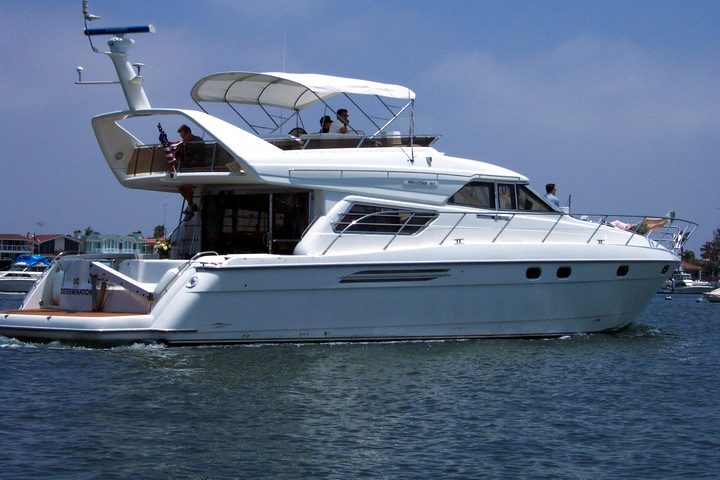
Luxusyacht in der Newport Bay

Der Corona del Mar State Beach ist einer der schönsten Küstenabschnitte der Gegend und von Badeurlaubern überfüllt. Das milde Klima sorgt das ganze Jahr über für angenehme Wassertemperaturen. Eine Fülle an Buchten und Klippen verleiht der umliegenden Landschaft zusätzliche Reize.
Der Wassersport zählt zu den beliebtesten Freizeitbeschäftigungen in Newport Beach. Zahlreiche Surfer suchen die hohe Brandung der surf spots auf, zu denen auch das bekannte The Wedge gehört. Die Stadt ist zudem Heimat von zehn Yachtclubs. Annähernd 9000 Boote aller Arten liegen in der Bucht vor Anker.
Die Balboa Fun Zone am Hafen ist die erste Anlaufstelle für Vergnügung suchende Menschen. Die seit Mitte der 1930er-Jahre bestehende Einrichtung bietet ausreichend Abwechslung für Kinder und Erwachsene. Zu den beliebtesten Attraktionen zählt unter anderem ein altes Riesenrad.
Unter den Freizeiteinrichtungen der näheren Umgebung ist an erster Stelle das Disneyland Resort in Anaheim zu nennen. Der Vergnügungspark war mit schätzungsweise 14,9 Millionen Besuchern im Jahr 2007 einer der am meisten besuchten Freizeitkomplexe der Welt. An das Disneyland Resort schließt sich der gegenüberliegende Disney’s California Adventure Park an. Beide Parks locken insbesondere Familien mit Kindern aus der ganzen Welt an.

### Gastronomie

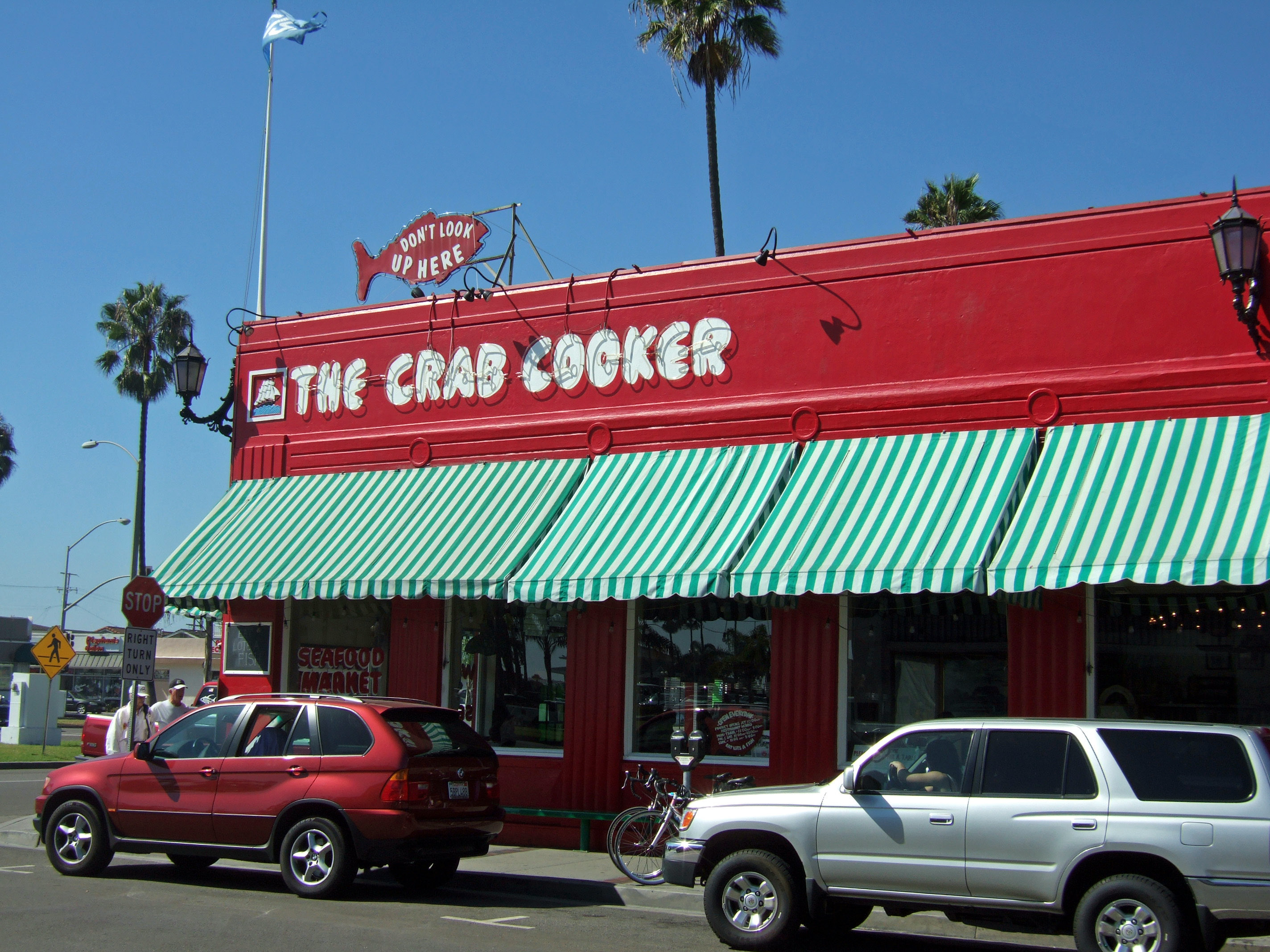
The Crab Cooker

Newport Beach bietet eine abwechslungsreiche Auswahl an Restaurants mit internationaler Küche. Neben den Fast-Food-Ketten, die an den breiten Ausfallstraßen vertreten sind, finden sich auch einige Lokalitäten für gehobene Ansprüche. Durch die vielen lateinamerikanischen Einwanderer ist die mexikanische Küche weit verbreitet. Das Meer sorgt für ein reichhaltiges Angebot an Meeresfrüchten, was die hohe Anzahl an Fischrestaurants erklärt.
Eine Institution ist das Restaurant The Crab Cooker am Newport Boulevard, das hauptsächlich Fischgerichte serviert. Durch die in Newport Beach spielende fiktive Fernsehserie O.C., California ist das kleine rote Gebäude unter dem Namen Crab Shack bekannt geworden. Landesweite Schlagzeilen machte das Restaurant, als der damalige US-Präsident Richard Nixon anfragen ließ, ob man für ihn eine Ausnahme bei der Wartezeit machen würde. Doch der Eigentümer entgegnete, dass sich der Präsident wie alle anderen Gäste auch in die Warteschlange zu stellen hätte.

### Veranstaltungen
Newport Beach bietet das ganze Jahr über zahlreiche Veranstaltungen.
Auf dem jährlichen Newport Beach Film Festival im April werden zahlreiche Filme gezeigt. Die seit 1999 bestehende Veranstaltung ist für seine Erstaufführungen bekannt geworden. Unter anderem fand hier die US-Premiere des Films L.A. Crash  statt, der 2006 drei Mal mit dem Filmpreis Oscar ausgezeichnet wurde. Das Festival wird regelmäßig von rund 40.000 Menschen besucht.

## Wirtschaft und Infrastruktur

### Wirtschaft

#### Überblick

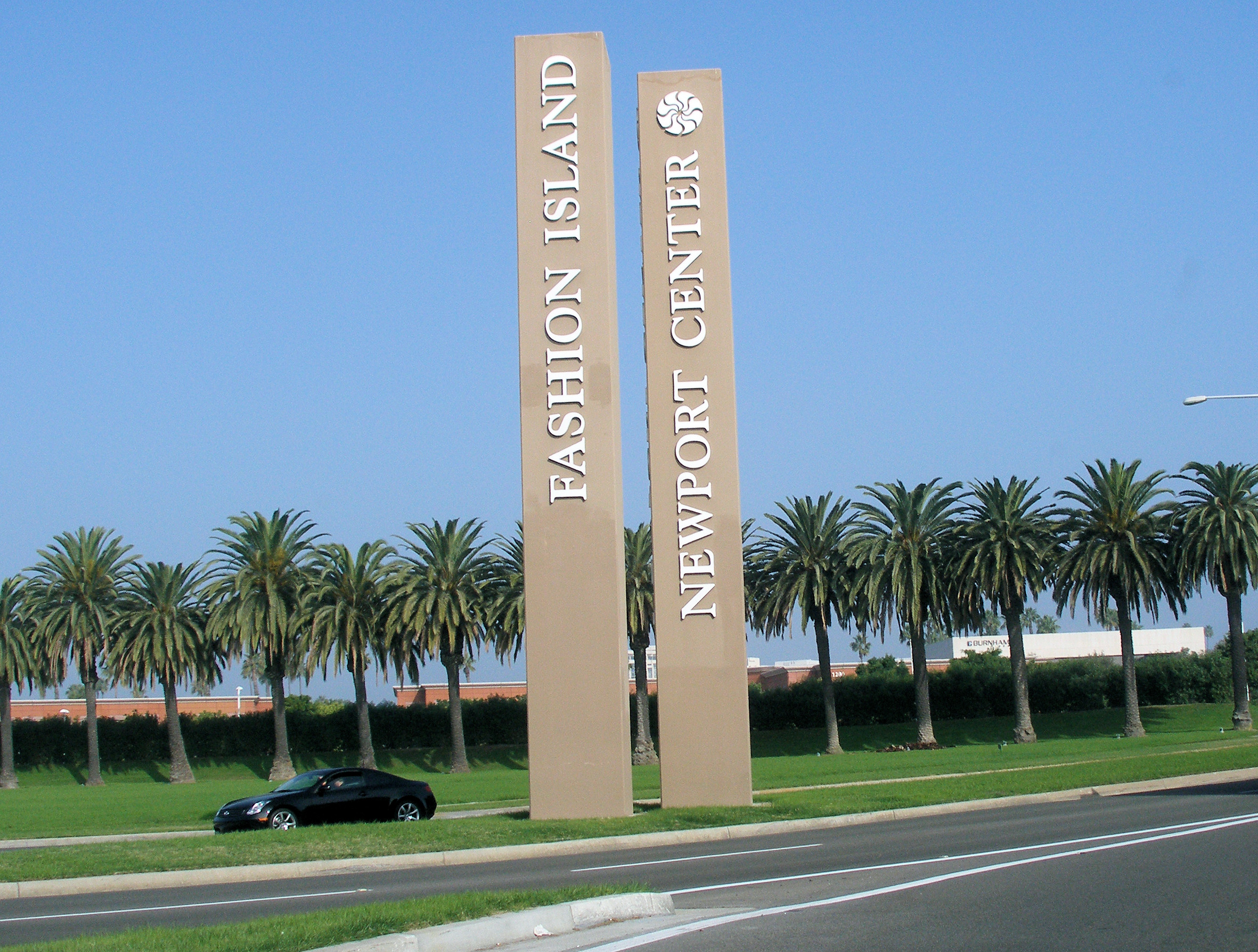
Zufahrt zum Newport Center

Mehrere bedeutende Unternehmen wurden in der Stadt gegründet. Dazu gehören unter anderem die Kapitalanlagegesellschaft Pimco sowie das Plattenlabel Volcom Entertainment. Newport Beach ist außerdem Sitz des Lebensversicherungs- und Finanzdienstleistungsunternehmens Pacific Life und der Bauträgergesellschaft Irvine Company. Zudem hat die Software-Firma Day Software hier eines seiner beiden Hauptquartiere aufgeschlagen.
Das Newport Center ist das Geschäftszentrum der Stadt. Viele der oben genannten Firmen haben sich hier angesiedelt. Der Mittelpunkt des Viertels ist das Fashion Island, wo sich verschiedene Kaufhausketten niedergelassen haben. Der Newport Center Drive umschließt das Gebiet kreisförmig. In unmittelbarer Umgebung befindet sich eine Vielzahl an Restaurants und weiterer Unterhaltungsmöglichkeiten.
Die Arbeitslosenquote der Stadt lag im Dezember 2008 mit durchschnittlich 2,6 % deutlich unter der des Bundesstaates Kalifornien mit 5,6 %.

#### Handel
Aufgrund der hohen Kaufkraft der Einwohner haben sich in Newport Beach viele teure Einzelhandelsgeschäfte etabliert. Die meisten dieser Läden ballen sich vornehmlich entlang des Pacific Coast Highway im Stadtkern. Zahllose bekannte Marken sind hier zu finden.
Das Fashion Island ist ein großes Einkaufszentrum, in dem sich Filialen mehrerer Kaufhäuser etabliert haben. Es beherbergt unter anderem Vertretungen der Ketten Macy’s und Bloomingdale’s. Ein weiterer Anziehungspunkt ist der South Coast Plaza im angrenzenden Costa Mesa. Mit etwa 270.000 Quadratmetern Verkaufsfläche nimmt der Komplex den zweiten Platz auf der Liste der größten Einkaufspassagen in den Vereinigten Staaten ein.

### Verkehr

#### Straßenverkehr

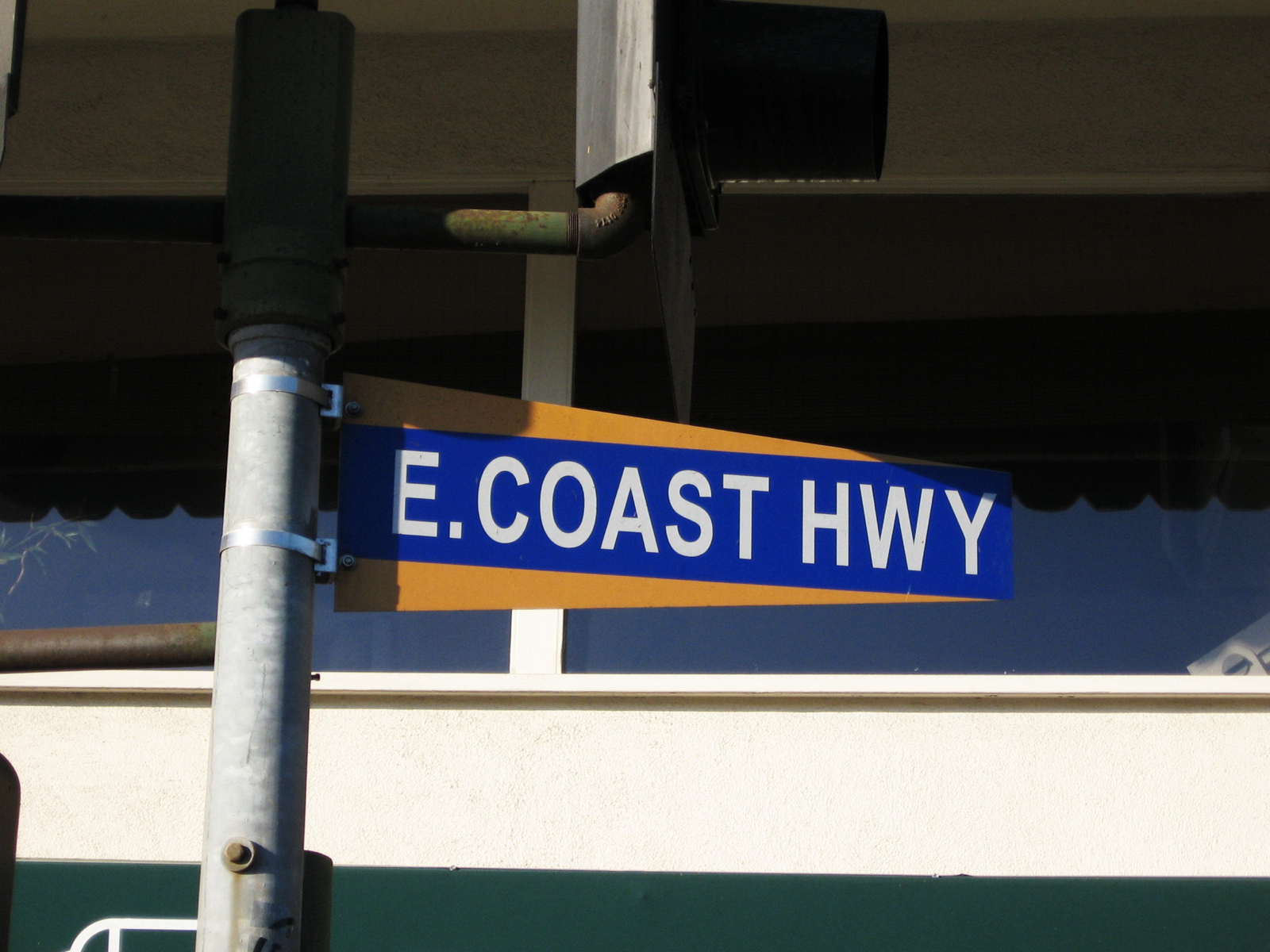
Schild des Pacific Coast Highway in Newport Beach

Drei innerstaatliche Fernstraßen (State Routes) vernetzen Newport Beach mit dem Umland. Dabei wird zwischen kreuzungsfreien Autobahnen (Freeways) und weiteren Schnellstraßen (Highways) unterschieden. Aus Gründen der einfacheren Orientierung tragen die Verbindungen Beinamen.
Alle Freeways und Highways im Überblick:
 California State Route 1
Die California State Route 1 führt direkt durch den Stadtkern. Der sogenannte Pacific Coast Highway verläuft in Nord-Süd-Richtung meist in Sichtweite des Meeres und ist daher bei Autofahrern sehr beliebt. Die wie an einer Perlenschnur aufgereihten Küstenstädte im Orange County werden durch die Straße miteinander verbunden. Sie führt in Richtung Norden unter anderem an San Francisco vorbei.
 California State Route 55
Die California State Route 55 beginnt am Newport Boulevard nahe der Grenze zum Nachbarort Costa Mesa. Der sogenannte Costa Mesa Freeway fungiert in erster Linie als Zubringer zur Interstate 405 und zur Interstate 5, über die man die Millionenstädte Los Angeles und San Diego in einer Autostunde erreichen kann.
 California State Route 73
Im Hinterland windet sich die California State Route 73 durch die San Joaquin Hills. Der sogenannte Corona del Mar Freeway ist eine Umgehung der weitgehend parallel verlaufenden I-405. Der südliche Teil wird auch als San Joaquin Hills Transportation Corridor bezeichnet. Auf diesem Abschnitt ist jedoch eine Mautgebühr zu entrichten.

#### Öffentlicher Verkehr

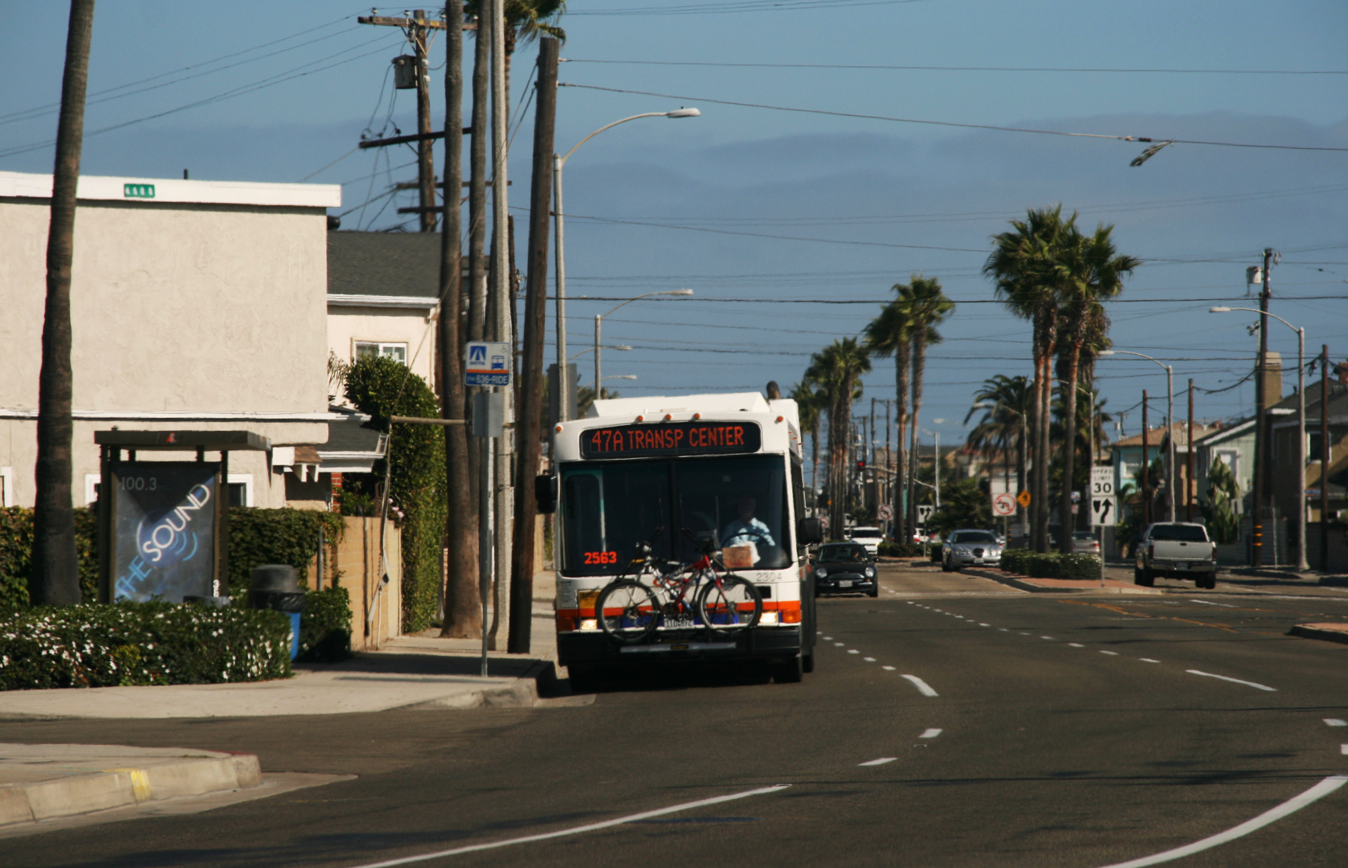
Linienbus der OCTA auf dem Newport Boulevard

Die Orange County Transportation Authority (OCTA) betreibt in Newport Beach und Umgebung mehrere Buslinien, die den öffentlichen Personennahverkehr (ÖPNV) gewährleisten. Das Newport Transportation Center bildet einen zentralen Knotenpunkt, wo die meisten Verbindungen aufeinandertreffen.
Mit der regionalen Line 1, die regelmäßig auf der Route Long Beach–San Clemente verkehrt, kann man die umliegenden Küstenorte erreichen.

#### Schienenverkehr
Die Pacific Electric Railway vollendete 1906 den Bau einer Eisenbahnstrecke von Los Angeles nach Newport Beach. Viele Strandurlauber nutzten das neue Verkehrsmittel, die Einwohnerzahl der jungen Stadt stieg rasch an. Die Trasse endete vor dem Balboa Pavilion. 1963 wurde der Betrieb des gesamten Netzes zu Gunsten des Individualverkehrs eingestellt und die Bahnlinie demontiert.
Newport Beach besitzt heute keinen Schienenanschluss mehr. Die Surf Line, eine Eisenbahnstrecke von Los Angeles nach San Diego, verläuft im Norden auf dem Stadtgebiet von Irvine. Vom dortigen Bahnhof ermöglichen der von Amtrak betriebene Pacific Surfliner und Vorortzüge der Metrolink Verbindungen im Nah- und Fernverkehr.

#### Luftverkehr
Über den John Wayne Airport (SNA) ist Newport Beach aus der Luft zu erreichen. Der Flughafen grenzt unmittelbar an die Interstate 405, die von landenden Maschinen in geringer Höhe überflogen wird. Administrativ wird er der Nachbarstadt Santa Ana zugerechnet. Vom John Wayne Airport werden zurzeit ausschließlich inneramerikanische Ziele angeflogen. Der Flughafen fertigte im Jahr 2008 ungefähr 8,9 Millionen Reisende ab. Eine Besonderheit ist eine überlebensgroße Bronzestatue des Namensgebers John Wayne, die in Terminal B ausgestellt ist.
In der näheren Umgebung befinden sich zahlreiche weitere Flughäfen, darunter mit dem riesigen Los Angeles International Airport (LAX) auch einer der größten der Welt.

#### Schifffahrt

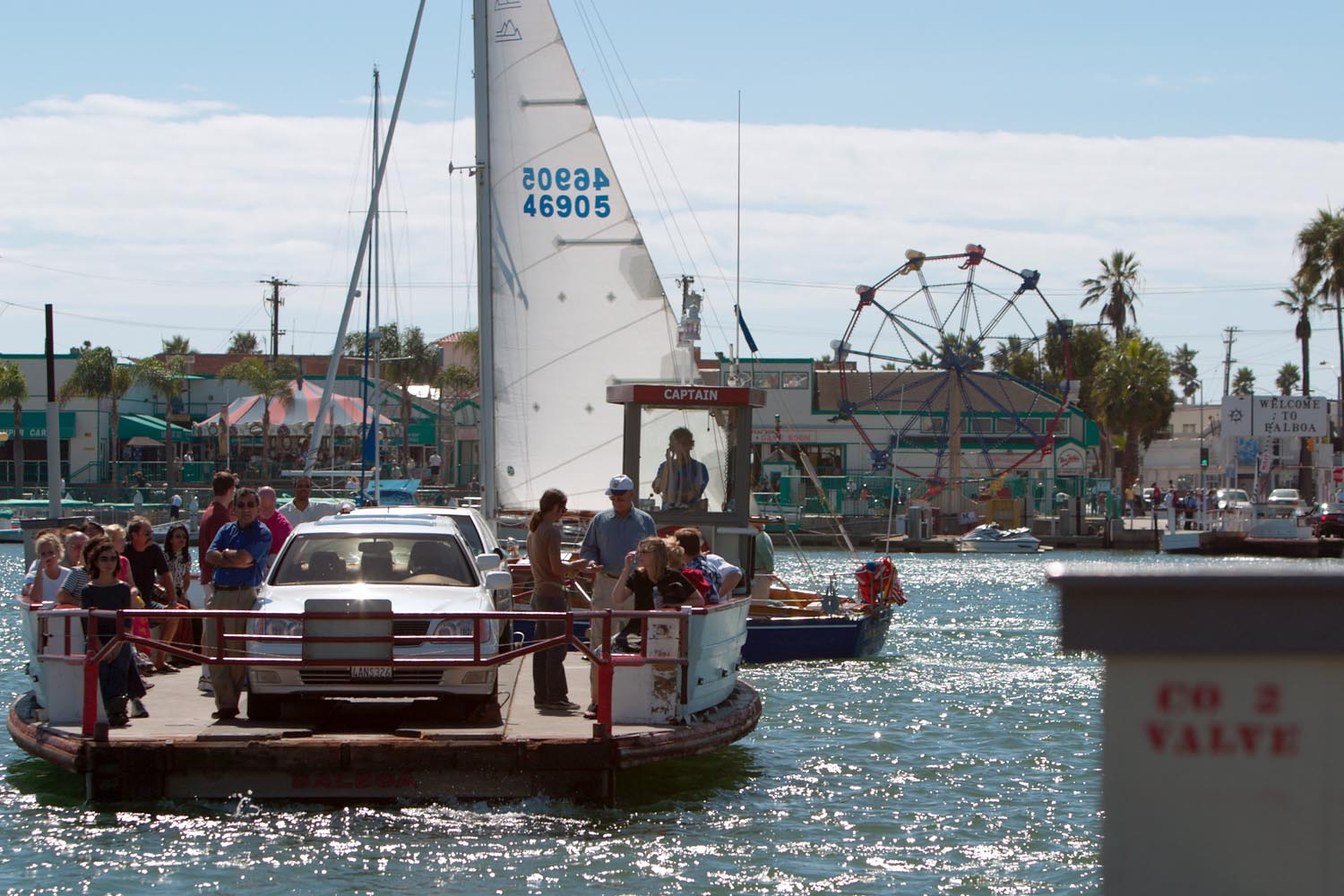
Die Balboa Island Ferry durchquert die Newport Bay

Der größte Teil der Stadt befindet sich in unmittelbarer Nähe zu Gewässern. Weite Teile der Stadt liegen an der Küste des Pazifischen Ozeans und um die Newport Bay. Einige Stadtteile befinden sich auf Inseln. Zwischen den Wohngebieten an der Bucht verlaufen Wasserstraßen, die wie in Venedig ein verzweigtes System von Kanälen aufweisen. Viele Anwesen verfügen daher über eigene Anlegestellen.
Das Hafengebiet mitsamt der Newport Bay umfasst eine Fläche von etwa 54 Quadratkilometern, wo annähernd 9.000 Boote aller Arten vor Anker liegen. In Newport Beach sind zudem zehn Yachtclubs beheimatet.
Die Balboa Island Ferry verbindet die Balboa Peninsula mit Balboa Island. Die kurze Distanz durch die Bucht wird in einem dichten Taktverkehr überwunden. Die Fährlinie besteht seit dem Jahr 1919.
Vom Hafen aus bietet das Schnellboot Catalina Flyer Fahrten nach Avalon auf Santa Catalina Island an. Die der Küste vorgelagerte Insel ist besonders in Sommermonaten bei Urlaubern ein beliebtes Ausflugsziel.

### Bildung
Die örtlichen Schulen werden vom Newport-Mesa Unified School District verwaltet. Verteilt über das Stadtgebiet von Newport Beach liegen sieben Elementary Schools, eine Middle School und zwei Highschools.
Die Newport Harbor High School wurde 1930 gegründet und ist vornehmlich aus den Medien bekannt. Die Schule zählte zwischen 2007 und 2008 zu den Hauptdrehorten der Reality-Serie Newport Harbor: The Real Orange County. Zurzeit lernen etwa 2.400 Schüler an der Schule.

## Newport Beach in Kunst und Medien

### In Film und Fernsehen
Newport Beach ist ein beliebtes Ziel für Filmemacher und diente schon oft als Drehort und Schauplatz. Vielen Fernsehzuschauern in aller Welt ist die Stadt und das Orange County dadurch ein Begriff geworden. Die bekanntesten Produktionen sind in der Liste aufgeführt.
- Jerry Maguire (1996), eine Szene des Films wurde auf dem Gelände des Newport Center gedreht.
- Romy und Michele (1997), in dem Film ist die Newport Beach Public Library zu sehen.
- The West Wing – Im Zentrum der Macht (1999–2006), in der Fernsehserie um einen fiktiven US-Präsidenten wird Newport Beach mehrmals als Wahlkampfort dargestellt. Die Dreharbeiten fanden stets an Originalschauplätzen statt.
- O.C., California (2003–07), die populäre Fernsehserie spielt in Newport Beach, wurde jedoch in Manhattan Beach gedreht.
- Arrested Development (2003–06), die Fernsehserie handelt von einer Familie, die im Stadtteil Corona del Mar lebt und auf Balboa Island einen Frozen-Banana-Stand betreibt. Die Serie wurde allerdings in Culver City gedreht.
- Newport Harbor: The Real Orange County (2007–08), die Reality-Serie begleitet das Leben einheimischer Jugendlicher, die die Newport Harbor High School besuchen.
- Der Anfang des Action-Films Highway Heat (1994) wurde dort gedreht.

Namentlich erwähnt wird die Stadt unter anderem in:
- Ocean’s Eleven (2001), als der Profigangster Rusty Ryan (Brad Pitt) das Bellagio-Casino in Las Vegas ausraubt, droht ihm der fiese Inhaber Terry Benedict (Andy García) mit den Worten: „If you should be picked up buying a $ 100.000 sports car in Newport Beach, I'm going to be extremely disappointed.“ Dieser Satz ist nur in der englischen Originalversion des Films zu hören und ist eine Anspielung auf die Entführung der Tochter von Steve Wynn, dem das Casino in Wirklichkeit gehörte. Einer der Entführer wurde 1993 kurz nach dem Vorfall in Newport Beach festgenommen, als er versuchte, einen Ferrari mit Bargeld zu bezahlen.[42]
- Lost (seit 2004), in der finalen Episode Zusammen leben – alleine sterben der zweiten Staffel hatte ein Boot namens Elizabeth Newport Beach als Heimathafen, was auf dessen Heck zu lesen war.

### In der Musik
- Die Rockband Cute Is What We Aim For brachte im Jahr 2007 ein Lied mit dem Titel Newport Living heraus. Der Name ist eine Anspielung auf eine fiktive Zeitschrift in der Fernsehserie O.C., California.
- Die Country-Music-Band Lost Dogs brachte im Jahr 2006 ein Lied mit dem Titel Only One Bump in Corona del Mar heraus. Corona del Mar ist ein Stadtteil von Newport Beach.

### In der Literatur
- Corona del Mar ist in dem Roman Stimmen der Angst von Dean Koontz der Wohnsitz der beiden Hauptfiguren Martine und Dustin Rhodes.

## Persönlichkeiten

### Berühmte Einwohner
Die nachfolgende Übersicht enthält berühmte in Newport Beach lebende Persönlichkeiten. Die Liste erhebt keinen Anspruch auf Vollständigkeit. Ob manche der Personen bereits verstorben oder weggezogen sind, ist dabei unerheblich.
- Lauren Bacall (1924–2014), Schauspielerin[43]
- Chester Bennington (1976–2017), Sänger der Rockband Linkin Park
- Joey Bishop (1918–2007), Schauspieler und Showmaster[43]
- Humphrey Bogart (1899–1957), Schauspieler[43]
- Kobe Bryant (1978–2020), Basketballer der Los Angeles Lakers[20]
- George Burns (1896–1996), Schauspieler[43]
- Nicolas Cage (* 1964), Schauspieler[44]
- James Cagney (1899–1986), Schauspieler[43]
- Robert Ctvrtlik (* 1963), Volleyballspieler und Olympiasieger
- Bette Davis (1908–1989), Schauspielerin[43]
- Buddy Ebsen (1908–2003), Schauspieler[43]
- Jürgen Klinsmann (* 1964), deutscher Fußballtrainer[45]
- Dean Koontz (* 1945), Schriftsteller[20]
- Karl Malone (* 1963), ehemaliger Basketballspieler[46]
- Mark McGrath (* 1968), Sänger der Band Sugar Ray[43]
- Mike Ness (* 1962), Sänger der Band Social Distortion
- Henry Nicholas, Gründer der Broadcom Corporation[20]
- Michelle Pfeiffer (* 1958), Schauspielerin[46]
- Paul Ripke (* 1981), Fotograf
- Richard Roat (1933–2022), Schauspieler
- Dennis Rodman (* 1961), ehemaliger Basketballspieler[43]
- Michael Steele (* 1955), Musikerin
- Shirley Temple (1928–2014), Schauspielerin[43]
- Lars Ulrich (* 1963), Schlagzeuger der Band Metallica
- Chris Wall (1953–2021), Country-Sänger und Songwriter
- John Wayne (1907–1979), Schauspieler[43]

### Söhne und Töchter der Stadt
Die nachfolgende Übersicht enthält bedeutende in Newport Beach geborene Persönlichkeiten. Die Liste erhebt keinen Anspruch auf Vollständigkeit. Ob die Personen ihren späteren Wirkungskreis dort hatten oder nicht, ist dabei unerheblich.
- Steve Aoki (* 1977), Musiker und Musikproduzent
- Rikk Agnew (* 1958), Musiker
- Lewis Baltz (1945–2014), Fotograf
- Carsten Ball (* 1987), australischer Tennisspieler
- Amanda Beard (* 1981), Schwimmerin
- James Bergeson (* 1961), Wasserballspieler
- Devin Bowen (* 1972), Tennisspieler
- Carlos Briceno (* 1967), Beachvolleyball- und Volleyballspieler
- Cody Caldwell (* 1993), Beachvolleyball- und Volleyballspieler
- Malea Cesar (* 2003), philippinische Fußballspielerin
- Stephen Colletti (* 1986), Schauspieler
- Lauren Conrad (* 1986), Designerin
- Kenshiro Daniels (* 1995), US-amerikanisch-englisch-philippinischer Fußballspieler
- Hannes Daube (* 2000), Wasserballspieler
- Warren Fitzgerald, Songschreiber und Gitarrist der Punkband The Vandals
- Kaleigh Gilchrist (* 1992), Wasserballspielerin
- Justin Hamilton (* 1990), Basketballspieler
- Susanna Hoffs (* 1959), Musikerin und Tochter der Regisseurin Tamar Simon-Hoffs
- Jeremy Jackson (* 1980), Schauspieler und Sänger
- Lance Kerwin (1960–2023), Schauspieler
- Devinn Lane (* 1972), Pornodarstellerin
- Jason Lewis (* 1971), Schauspieler und Model
- Amber Lynn (* 1964), Pornodarstellerin und Stripperin
- Kelly Madison (* 1967), Pornodarstellerin
- Kelly McGillis (* 1957), Schauspielerin
- Ted McGinley (* 1958), Schauspieler
- Maddie Musselman (* 1998), Wasserballspielerin
- Anton Newcombe, Frontman der Band The Brian Jonestown Massacre
- Spencer Papa (* 1995), Tennisspieler
- Rodney Rowland (* 1964), Schauspieler
- Betty Ann Stuart (* 1950), Tennisspielerin
- Bradford Tatum (* 1965), Schauspieler und Schriftsteller
- Alexis Thorpe (* 1980), Schauspielerin
- Steve Timmons (* 1958), Volleyball-Olympiasieger
- Kaes Van’t Hof (* 1986), Tennisspieler
- Chris Wall (1953–2021), Countrysänger und Songschreiber
- Kevin Weeda (* 1968), Autorennfahrer
- Madeleine Westerhout (* 1990), persönliche Assistentin des Präsidenten Donald Trump
- Jason Zucker (* 1992), Eishockeyspieler
- Reese Stalder (* 1996), Tennisspieler
- Kevin Kobrine (* 2000), Volleyballspieler
- Nishesh Basavareddy (* 2005), Tennisspieler